# Didier Lupo
Pour les articles homonymes, voir Lupo.
Didier Lupo est un karatéka français né le 7 janvier 1965. Membre de l’Equipe de France pendant plus de 10 ans, il est surtout connu pour avoir remporté l'épreuve de kumite individuel masculin moins de 65 kilos aux championnats d'Europe de karaté 1989 organisés à Titograd, en Yougoslavie. Il est désormais 8e dan et fait partie des grands experts fédéraux français, demandé jusqu'au Japon.

## Résultats
| Résultat           | Date | Épreuve                   | Catégorie | Compétition                | Ville hôte               |
| ------------------ | ---- | ------------------------- | --------- | -------------------------- | ------------------------ |
| Médaille de bronze | 1983 | Kumite individuel - 65 kg | Seniors   | Championnats d'Europe 1983 | Madrid, en Espagne       |
| Médaille de bronze | 1986 | Kumite individuel - 65 kg | Seniors   | Championnats d'Europe 1986 | Madrid, en Espagne       |
| Médaille d'or      | 1989 | Kumite individuel - 65 kg | Seniors   | Championnats d'Europe 1989 | Titograd, en Yougoslavie |